# Drømmen om en familie
Drømmen om en familie er en dansk dokumentarfilm fra 2013, der er instrueret af Mira Jargil.
Filmen blev i 2014 tildelt en Robert for årets lange dokumentarfilm.

## Handling
Per er 55 år. Efter et liv som misbruger forsøger han at samle stumperne og skabe en rigtig familie. Per blev stoffri, da han fik datteren Ilse med misbrugeren Christina, som er psykisk handicappet, men magtede ikke forældreansvaret alene, da forholdet til Christina gik i stykker. De sidste 8 år har Per haft sin datter hver anden weekend. Resten af tiden bor Ilse hos sin plejemor. Nu har Per fået konstateret dårligt hjerte og synes at Ilse skal have mere kontakt til sine biologiske forældre og kontakter Christina, som stadig er misbruger. Alligevel forelsker de sig igen i hinanden og Pers drøm om en familie får nyt liv. Christina har dog ikke så let ved at slippe stofferne og plages stadig af psykisk ustabilitet. Udover det står Torben Pedersen Skovby fra kommunen på sidelinjen. Han skal vurdere om Pers realisering af sin drøm vil skade datteren for meget og skal derfor være klar til at sige stop. Pers udfordring bliver så at forsøge at balancere alle parters behov for at nå i mål.